# جونيتشي إيناموتو
جونيتشي إناموتو (باليابانية: 稲本潤一) (مواليد 18 سبتمبر 1979 في يوسوي) لاعب كرة قدم ياباني يلعب حاليا لصالح نادي كاواساكي فرونتال الياباني .

## روابط خارجية
- جونيتشي إيناموتو على موقع الاتحاد الدولي (مؤرشف)  (الإنجليزية)
- جونيتشي إيناموتو على موقع اتحاد تركيا (لاعب) (الإنجليزية)
- جونيتشي إيناموتو على موقع رابطة كرة القدم اليابانية للمحترفين (اليابانية)
- جونيتشي إيناموتو على موقع قاعدة بيانات كرة القدم.إي يو (الإنجليزية)
- جونيتشي إيناموتو على موقع ليكيب (الفرنسية)
- جونيتشي إيناموتو على موقع ناشيونال فوتبول تيمز (الإنجليزية)
- جونيتشي إيناموتو على موقع Soccerbase.com (لاعب) (الإنجليزية)
- جونيتشي إيناموتو على موقع Soccerway.com (الإنجليزية)
- جونيتشي إيناموتو على موقع عالم كرة القدم.نت (الإنجليزية)
- جونيتشي إيناموتو على موقع كووورة